# Synagoga w Parczewie (ul. Piwonia 3)
Synagoga w Parczewie – synagoga znajdująca się w Parczewie, przy ulicy Piwonia 3.

## Historia
Synagoga została zbudowana w drugiej połowie XIX wieku. W 1924 roku spłonęła i w tym samym roku została gruntownie wyremontowana. Podczas II wojny światowej, w 1943 roku hitlerowcy zdewastowali synagogę.
Po zakończeniu wojny budynek synagogi przez wiele lat stał opuszczony i popadał w ruinę. W 1957 roku została przejęta przez Wojewódzki Zarząd Przemysłu w Lublinie, który z kolei przekazał synagogę Lubelskiemu Przedsiębiorstwu Krawiecko-Kuśnierskiemu, który urządził w niej wytwórnię konfekcji i dyskont odzieżowy, który znajdował się w niej przez następne kilkadziesiąt lat. Obecnie w budynku mieści się restauracja.
Murowany budynek synagogi wzniesiono na planie prostokąta. Po wojnie przebudowana, wnętrze podzielono stropami i ścianami działowymi oraz wstawiono schody. Zachowano wystrój zewnętrzny oraz pierwotną formę dachu.